# Moody-Gletscher
Der Moody-Gletscher ist ein Gletscher in der antarktischen Ross Dependency. Er fließt zwischen dem Martin Ridge und den Adams Mountains in der Königin-Alexandra-Kette im Transantarktischen Gebirge und mündet in südlicher Richtung in den Berwick-Gletscher. 
Das Advisory Committee on Antarctic Names benannte ihn 1966 nach P. R. Moody, einem Elektriker der United States Navy in der McMurdo-Station im Winter 1963.